# Ralph Ince

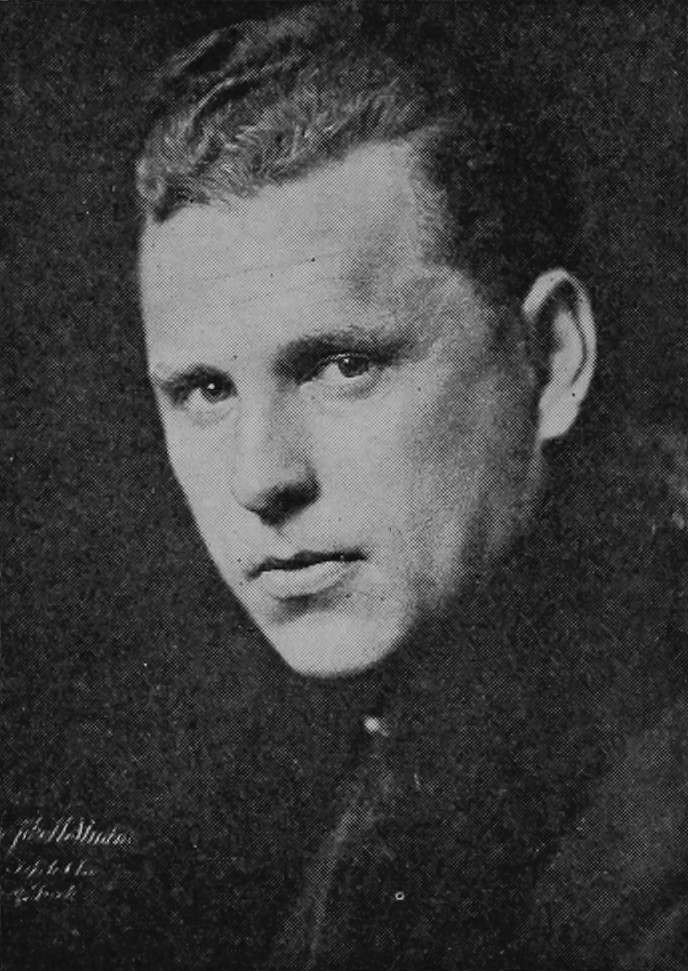
Ralph Ince (1919)

Ralph Waldo Ince (* 16. Januar 1887 in Boston, Massachusetts; † 10. April 1937 in London, England) war ein US-amerikanischer Filmregisseur, Drehbuchautor und Schauspieler.

## Leben und Karriere
Ralph Ince wurde als Sohn englischer Einwanderer in Boston in die Nähe des Showgeschäfts geboren, da sein Vater Talentagenten und seine Mutter sowie seine älteren Brüder Schauspieler waren. Seine älteren Brüder John Ince und Thomas H. Ince wurden später ebenfalls im Filmgeschäft als Filmemacher und Regisseure tätig.
Ab 1906 war Ince für Winsor McCay, den Pionier des Zeichentrickfilms, als Zeichner tätig und schaffte so den Einstieg in das noch junge Filmgeschäft. Als Schauspieler stand er ab 1907 für das Filmstudio Vitagraph vor der Kamera, wo er in einer Reihe zehnminütiger Stummfilme (sogenannter one-reeler) den US-Präsidenten Abraham Lincoln verkörperte. Später führte Ince auch Regie, blieb aber trotzdem weiterhin nebenbei der Schauspielerei verbunden. So spielte er beispielsweise in Der kleine Cäsar, einem Klassiker des Gangsterfilms, an der Seite von Edward G. Robinson einen Gangsterboss. Die letzten Lebensjahre verbrachte Ince nicht in Hollywood, sondern in England, wo er in der britischen Filmindustrie als Filmemacher tätig war. Bei seinem Tod hatte er bei über 170 Kinofilmen Regie geführt und war als Schauspieler in rund 110 Filmen aufgetreten.
Ralph Ince war dreimal verheiratet: Von 1910 bis zur Scheidung 1925 mit der Schauspielerin Lucille Lee Stewart (1889–1982), einer Schwester von Anita Stewart; von 1926 bis zur Scheidung 1932 mit Rosa Castro (1906–2007), der Tochter des venezolanischen Präsidenten Cipriano Castro; und zuletzt von 1932 bis zu seinem Tod mit Helen Tigges. Mit ihr hatte Ince ein Kind, das nur wenige Monate vor seinem Tod geboren wurde. Er starb im Alter von 50 Jahren bei einem Autounfall in London.

## Filmografie (Auswahl)
Als Schauspieler
- 1907: Athletic American Girls
- 1911: A Tale of Two Cities

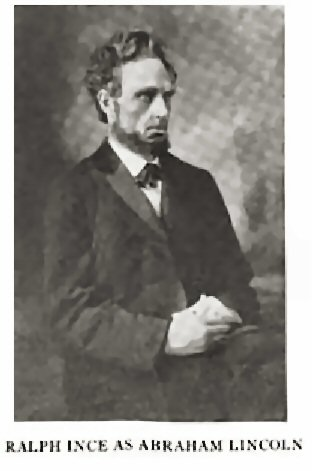
Ralph Ince als Lincoln (1914)

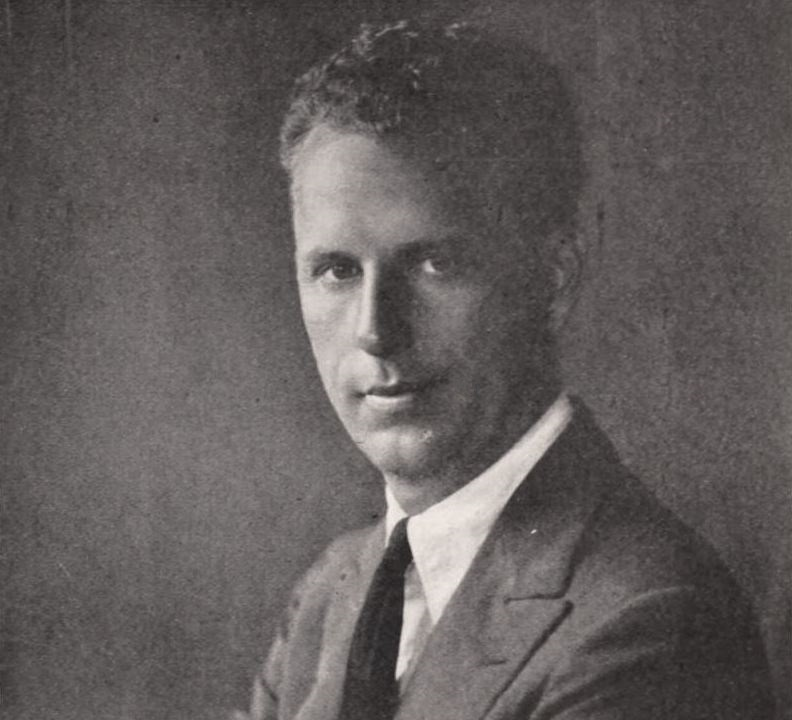
Ralph Ince (1921)

- 1926: Das Höllenschiff (The Sea Wolf)
- 1928: Chicago nach Mitternacht (Chicago After Midnight)
- 1930: Numbered Men
- 1931: The Star Witness
- 1931: Gentleman’s Fate
- 1931: Der kleine Cäsar (Little Caesar)
- 1932: Die letzten Vier (The Lost Squadron)
- 1932: Gesetz und Ordnung (Law and Order)
- 1932: Der Rächer des Tong (The Hatchet Man)
- 1933: Havana Widows
- 1937: The Perfect Crime

Als Regisseur
- 1911: Troublesome Secretaries
- 1914: 'Round the World in 80 Days
- 1914: Lincoln, the Lover
- 1922: Reckless Youth
- 1923: Homeward Bound
- 1924: Unter Perlenfischern auf Hawaii (The Uninvited Guest)
- 1925: Der Weg zur Verdammnis (Playing With Souls)
- 1926: Das Höllenschiff (The Sea Wolf)
- 1928: Chicago nach Mitternacht (Chicago After Midnight)
- 1929: Hurricane
- 1932: Men of America
- 1933: Lucky Devils
- 1935: Crime Unlimited
- 1935: Murder at Monte Carlo
- 1937: The Man Who Made Diamonds